# (37489) 4396 T-1
4396 T-1 (asteroide 37489) é um asteroide da cintura principal. Possui uma excentricidade de 0.03041590 e uma inclinação de 6.14193º.
Este asteroide foi descoberto no dia 26 de março de 1971 por Cornelis Johannes van Houten e Ingrid van Houten-Groeneveld e Tom Gehrels em Palomar.